# ファイントラック

## 概要
ファイントラック（finetrack）は、兵庫県神戸市中央区相生町に本社を置く日本のアウトドア用品メーカーである。撥水アンダーウェア、防寒着、レインウェア、寝袋、テント などを製造している。
従来の耐候性のある3レイヤーの重ね着を拡張した、常に行動し続けられるレイヤリングシステム である5レイヤリング®を提案している。

## 主要取扱店
- 好日山荘
- Mt.石井スポーツ
- カモシカスポーツ
- さかいやスポーツ
など、全国の登山専門店
- 直営店 finetrack TOKYO BASE
- 直営店 finetrack HIBIYA HUT

## 年表
- 2004年 - 兵庫県神戸市で創業し、耐久撥水ウォータースポーツウェア、フラッドラッシュを発売してロングセラーとなった[3]。ドライレイヤー®発表。
- 2005年 - レイヤリングの新しい概念となる、ミッドシェル®を提案し、5レイヤリング®を確立。天然素材とポリエステルを融合したハイブリッド繊維の開発に成功
- 2006年 - 撥水ウエアをレイヤリングに取り入れる概念を定着させる、ドライレイヤー® の改良型を開発。
- 2007年 - 兵庫県から経営革新企業に認定（経営革新計画承認）。定番ベストセラーとなる耐久撥水ストレッチアウトドアパンツを開発。]
- 2008年 - ウールとポリエステルのハイブリッド素材を使った靴下を発売した。
- 2009年 - 5レイヤリングをソックスに応用した、ドライレイヤー®ソックス発売。
- 2010年 - 社屋を神戸駅前に移転。ドライレイヤー®の新シリーズ、フラッドラッシュ®アクティブスキンを新開発。汚れも皮脂も取れるナノタオル®を発売。
- 2011年 - ファイントラック独自の防水透湿素材、エバーブレス®メンブレンを新開発し、L5アウターシェルを発売。ドライレイヤー3番目のシリーズとなる パワーメッシュ が加わる。グローブにもレイヤリングを提案。
- 2012年 - 異次元ストレッチレインウエア、厳冬期アウターシェルを新開発。インシュレーションの開発に着手。
- 2013年 - 世界初のシート状立体保温素材ファインポリゴン®を新開発。同素材の スリーピングバッグ を発売。
- 2014年 - ファインポリゴン®を使用した 軽量コンパクトな保温ウエア を発表。
- 2015年 - ハイブリッドベースレイヤーシリーズにシルクが登場。
- 2016年 - オールシーズン対応の本格的な 山岳テント を発売。グローブの国内生産化に着手。
- 2017年 - 高機能ウエア用洗剤 を新開発。直営店舗 finetrack TOKYO BASE をオープン。
- 2018年 - 高機能ウエア用 吸汗加工剤 を新開発。吸汗速乾性と強度を併せ持つナイロンベースレイヤー発表
- 2019年 - 高機能ウエア用 撥水剤 を新開発。
- 2020年 - ドライレイヤー®の耐久撥水性を向上させ(100洗80点→150洗80点)、抗菌防臭性も付与。シングルウォールテント 発表[4]。
- 2020年 - 日比谷OKUROJIにてfinetrack直営店 finetrack HIBIYA HUT をオープン[5]

## 主な製品
マウンテンウエア
5レイヤリング®の考え方に基づき、肌面からL1、L2、L5と重ね着をすることが提案されている が、常にすべて着るわけではなく季節や天候に合わせて調整する。例えば、夏山縦走ではL1とL2のみで良い が、厳冬期ではL1からL5までのすべてを持参あるいは着用することが推奨されている。
- L1 ドライレイヤー®シリーズ  - 優れた撥水性により、汗や雨が肌に直接触れることがなく、濡れ冷えや不快感を抑えるための登山用アンダーウエア。
- L2 ベースレイヤーシリーズ　  - ドライレイヤーと相性の良い吸水拡散性生地に、「通気性」「タフさ」「滑らかさ」等が付与されている登山用ベースレイヤー[8]。
- L3 ミッドレイヤーシリーズ  　- 汗処理能力のある行動保温着。また、L5まで連結するベンチレーションが存在する[9]。
- L4 ミッドシェル®シリーズ　  - 伸縮性防水透湿膜を使用した中厚手の中間着にもなるシェル[10]。
- L5 アウターシェルシリーズ  　- 防水透湿で伸縮性のある生地を使用したアウターウェア[11]。

また、5レイヤリング®に組み込まれないマウンテンウエアとして、リベロ、パンツ、ソックスが挙げられる。
- リベロ  - レイヤリングシステムに組み込まれない、ウィンドシェルやビレイパーカーなど。

ウォーターウエア
耐久撥水性のある生地の密度を高めることで、水圧による水の浸入を軽減や水中保温性の獲得を図った商品。ラッシュガードやネオプレンに比べ陸上での行動快適性が高い特徴がある。
ギア
テント、タープ、ツェルト、シュラフなどがある。

## テレビ番組
- 日経スペシャル カンブリア宮殿 絶景&美味「来たれ！夏山スペシャル」 〜続々！ヤマに新たな客を呼び込む男たち〜（2019年7月18日、テレビ東京）[13]